# Alloxantha fernandezi
Alloxantha fernandezi es una especie de coleóptero  de la familia Oedemeridae.

## Distribución geográfica
Es endémico de Gran Canaria, en las islas Canarias (España)